# Lijst van personen uit Boedapest
De lijst van personen uit Boedapest bevat mensen die in Boedapest, de hoofdstad van Hongarije, zijn geboren, woonachtig en/of werkzaam zijn (geweest).

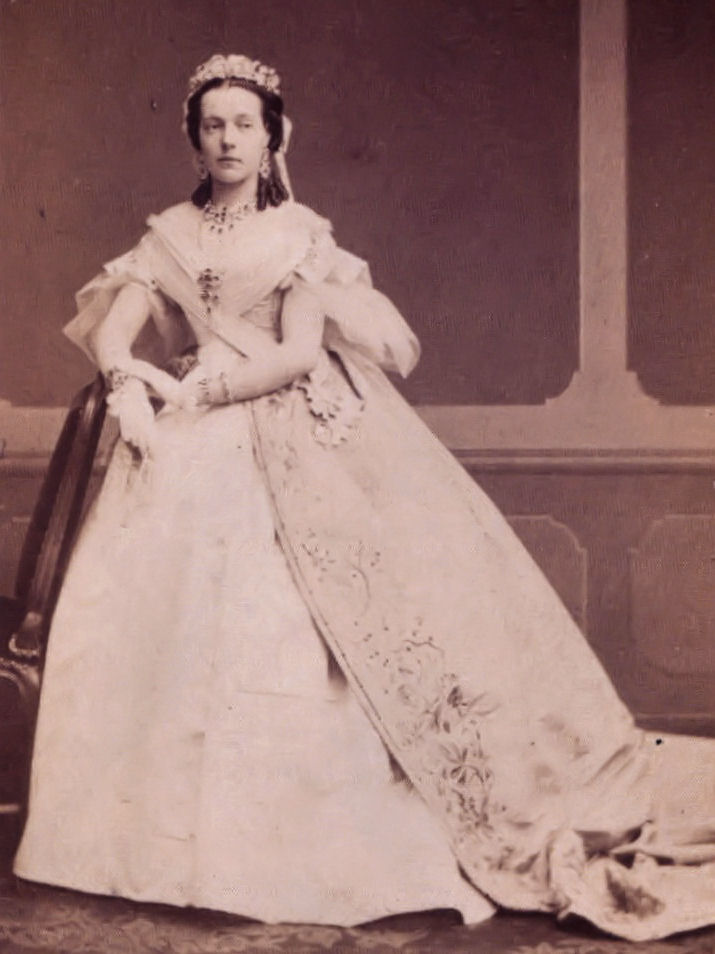
Koningin Marie Henriëtte van Oostenrijk (1836-1902)

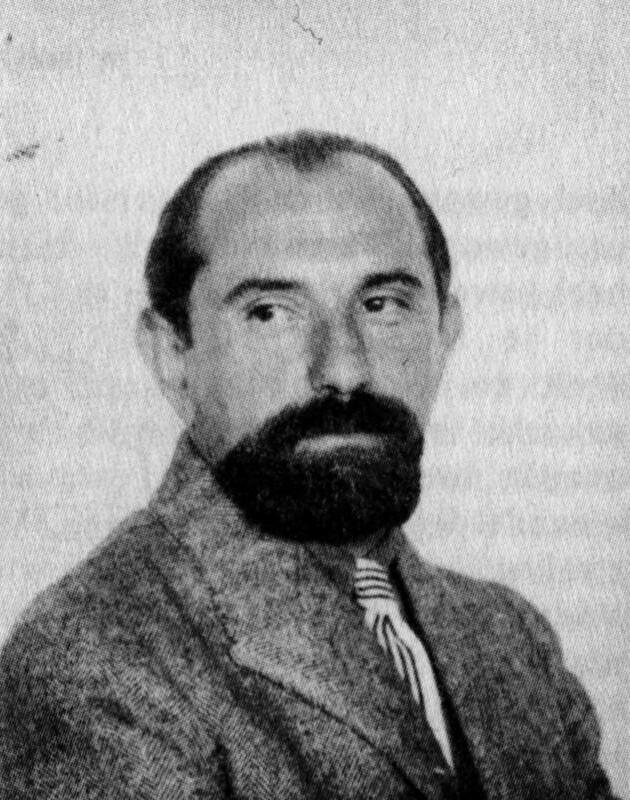
kunstenaar Vilmos Huszar (1884-1960)

## Geboren in Boedapest

### Voor 1870
- Hedwig (Boeda, 1373-1399), koningin van Polen
- Ignaz Semmelweis (1818-1865), arts
- György Klapka (1820-1892), generaal en politicus
- Marie Henriëtte van Oostenrijk (1836-1902), koningin van België
- Ödön Lechner (1845-1914), architect
- Isidor Gunsberg (1854-1930), Hongaars-Brits schaker
- Theodor Herzl (1860-1904), Joods-Oostenrijks journalist, publicist en stichter van het moderne zionisme
- István Tisza (1861-1918), premier van Hongarije
- Marie Valerie van Oostenrijk (1868-1924), aartshertogin van Oostenrijk
- Carl Storch (1868-1955), illustrator, geestelijk vader van Puk en Muk
- Felix Salten (1869-1945), Joods-Oostenrijks schrijver (Bambi)

### 1870-1889
- Ehrich Weiss (1874-1926), Harry Houdini, Hongaars-Amerikaanse goochelaar, boeienkoning
- Alfréd Hajós (1875-1955), zwemmer, atleet, voetballer en architect
- Mihály Károlyi (1875-1955), premier en president van Hongarije
- Ödön Marffy (1878-1959), kunstschilder
- Rudolf Bauer (1879-1932), atleet
- Pál Teleki (1879-1941), geograaf en politicus
- Vilmos Huszár (1884-1960), Hongaars-Nederlands schilder, tekenaar, beeldhouwer, reclameontwerper en grafisch ontwerper (De Stijl)
- George de Hevesy (1885-1966), scheikundige en Nobelprijswinnaar (1943)
- Michael Curtiz (1886-1962), Hongaars-Amerikaans filmregisseur
- Róbert Berény (1887-1953), kunstschilder
- György Pólya (1887-1985), wiskundige, natuurkundige en methodoloog
- Árpád Szakasits (1888-1965), president van Hongarije
- Imre Schlosser (1889-1959), voetballer

### 1890-1899

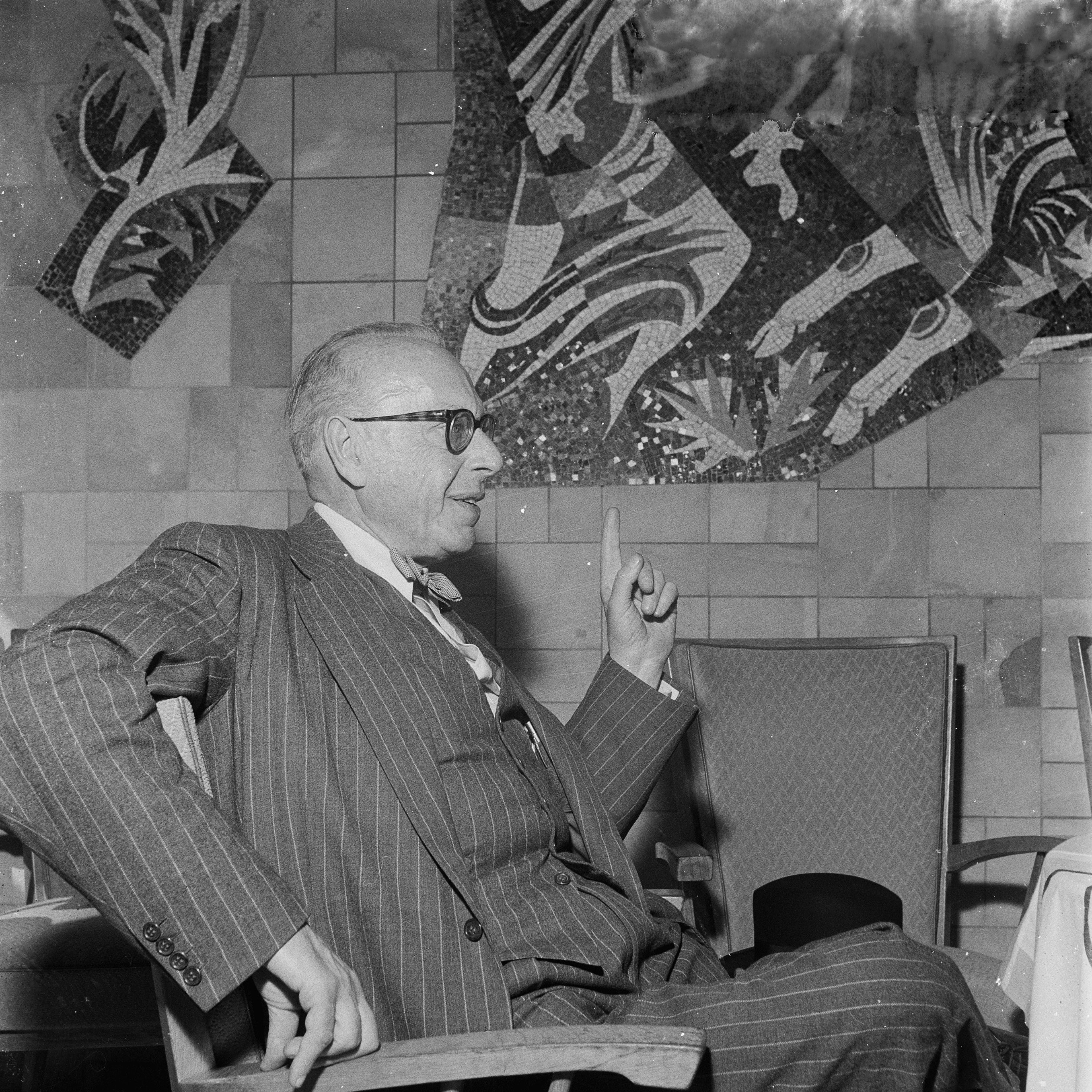
dirigent George Szell (1897-1970)

- Paul Lukas (1891-1971), Amerikaans acteur van Hongaarse afkomst
- Michael Polanyi (1891-1976), Hongaars-Brits wetenschapper
- Albert Szent-Györgyi (1893-1986), arts en Nobelprijswinnaar (1937)
- Gyula Breyer (1894-1921), schaker
- André Kertész (1894-1985), Hongaars-Amerikaans fotograaf
- George Szell (1897-1970), Amerikaans dirigent van Hongaarse afkomst
- Alexander Esway (1898-1947), Frans filmregisseur van Hongaarse afkomst
- Josef Ganz (1898-1967), auto-ontwerper
- Leó Szilárd (1898-1964), Hongaars-Amerikaans natuurkundige
- Georg von Békésy (1899-1972), Amerikaans biofysicus en Nobelprijswinnaar (1961)
- Hans Swarowsky (1899-1975), dirigent

### 1900-1909
- Dennis Gabor (1900-1979), Hongaars-Brits natuurkundige, hoogleraar en Nobelprijswinnaar (1971)
- Charles Vidor (1900-1959), Amerikaans filmregisseur van Hongaarse afkomst
- Eugene Wigner (1902-1995), Hongaars-Amerikaans natuurkundige en Nobelprijswinnaar (1963)
- John von Neumann (1903-1957), Hongaars-Amerikaans wiskundige
- Joseph Kosma (1905-1969), Frans filmmuziekcomponist van Hongaarse afkomst
- Arthur Koestler (1905-1983), schrijver
- Alexandre Trauner (1906-1993), Frans production designer van Hongaarse afkomst
- Richard Pottier (1906-1994), Frans filmregisseur
- Miklós Rózsa (1907-1995), Hongaars-Amerikaans componist en dirigent
- László Tisza (1907-2009), Hongaars-Amerikaans natuurkundige
- Nicholas Kurti (1908-1998), Hongaars-Brits natuurkundige
- Miklós Szabó (1908-2000), atleet
- Edward Teller (1908-2003), Hongaars-Amerikaans natuurkundige

### 1910-1919

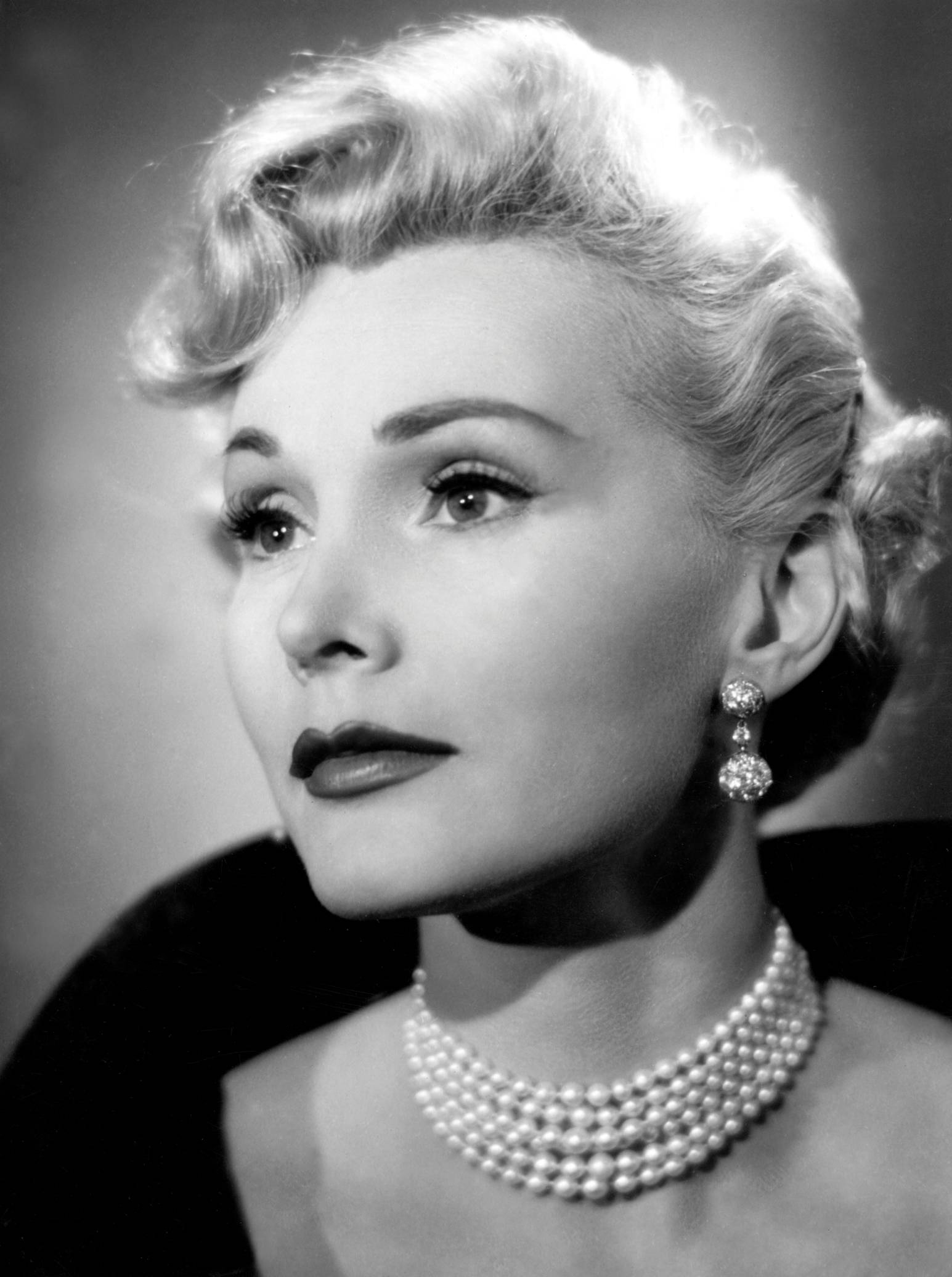
Actrice Zsa Zsa Gábor (1917-2016)

- Imi Lichtenfeld (1910-1998), Israëlisch vechtsporter
- Éva Besnyő (1910-2003), Hongaars-Nederlands fotografe
- Pierre Vago (1910-2002), Frans architect van Hongaarse afkomst
- György Faludy (1910-2006), Joods-Hongaars dichter, schrijver en vertaler
- Georg Solti (1912-1997), dirigent en pianist
- Paul Erdős (1913-1996), wiskundige
- Robert Capa (1913-1954), fotograaf
- Amrita Sher-Gil (1913-1941), Hongaars-Indiase schilderes
- Ata Kandó (1913-2017), Nederlands fotografe van Hongaarse afkomst
- Judith Révész (1915-2018), pottenbakker en beeldhouwer
- Ferenc Sas (1915-1988), voetballer
- Paul Halmos (1916-2006), Hongaars-Amerikaans wiskundige en statisticus
- Zsa Zsa Gábor (1917-2016), Hongaars-Amerikaans actrice
- László Szabó (schaker) (1917-1998)

### 1920-1929

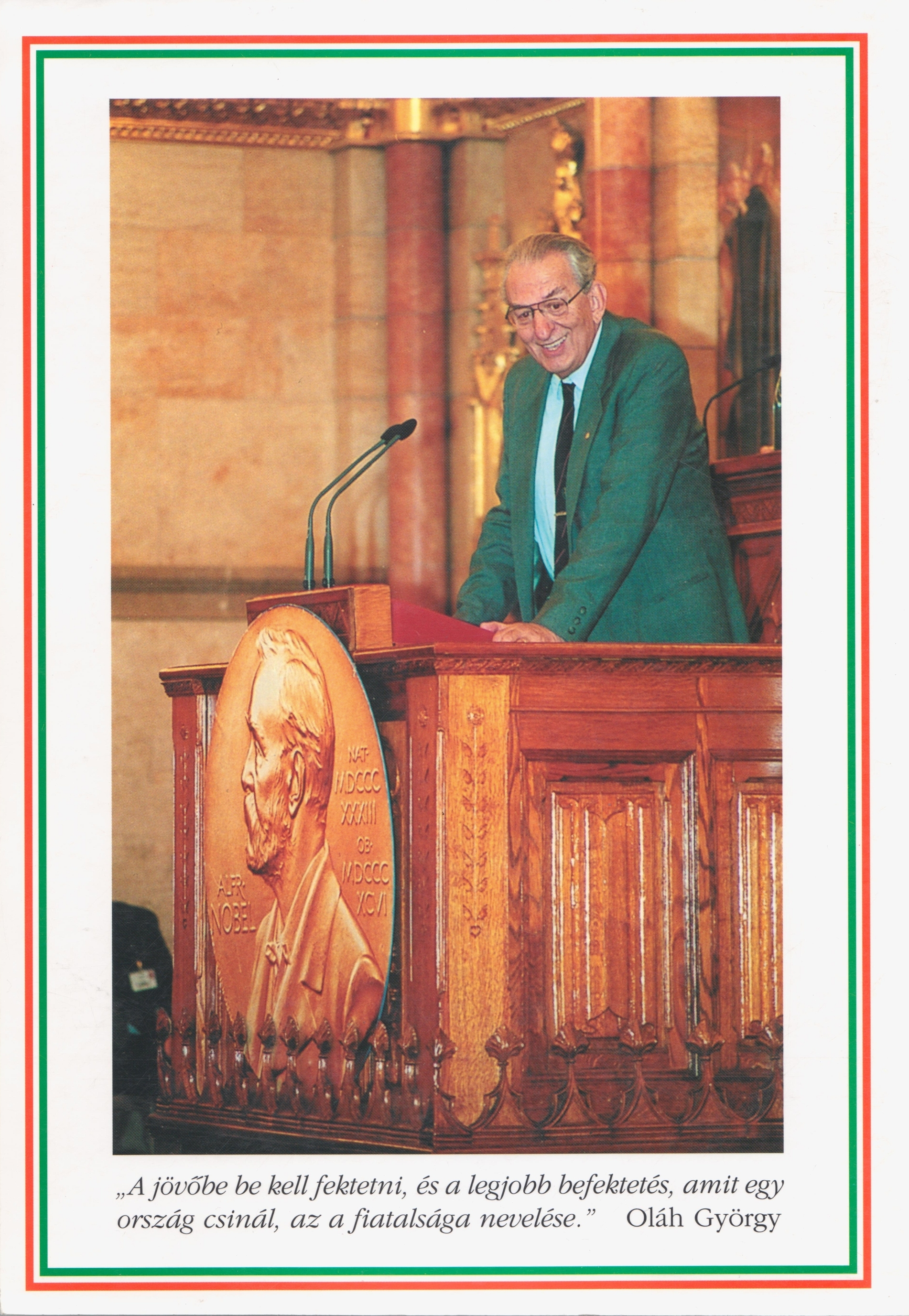
chemicus George Olah (1927-2017)

- Iván Böszörményi-Nagy (1920-2007), Hongaars-Amerikaans psychiater
- John Harsanyi (1920-2000), Hongaars-Australisch-Amerikaans econoom en Nobelprijswinnaar (1994)
- Thomas Sebeok (1920-2001), Hongaars-Amerikaans semioticus
- Georges Cziffra (1921-1994), Frans pianist van Hongaarse afkomst
- Ágnes Keleti (1921-2025), turnster
- Árpád Göncz (1922-2015), president van Hongarije (1990-2000)
- Iván Patachich (1922-1993), componist
- Marta Pan (1923-2008), Frans beeldhouwster van Hongaarse afkomst
- Kornél Pajor (1923-2016), langebaanschaatser
- Erzsébet Szőnyi (1924-2019), componiste en muziekpedagoog
- Peter Lax (1926-2025), Hongaars-Amerikaans wiskundige
- Karola Ágai (1927-2010), operazangeres
- Ladislao Kubala (1927-2002), voetballer
- George Andrew Olah (1927-2017), Amerikaans scheikundige en Nobelprijswinnaar (1994)
- Ferenc Puskás (1927-2006), voetballer
- Éva Székely (1927-2020), zwemster
- Frigyes Hidas (1928-2007), componist
- János Kornai (1928-2021), econoom
- Kamilló Lendvay (1928-2016), componist, dirigent en hoogleraar
- Zoltán Czibor (1929-1997), voetballer
- Sándor Kocsis (1929-1979), voetballer
- Imre Kertész (1929-2016), schrijver en Nobelprijswinnaar (2002)
- György Tumpek (1929-2022), zwemmer

### 1930-1949

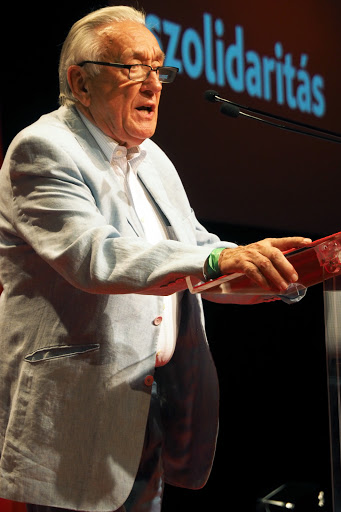
Europees commissaris László Kovács (1939)

- Christine Arnothy (1930-2015), Frans schrijfster
- Árpád Pusztai (1930-2021), Hongaars-Brits biochemicus en voedingsdeskundige
- George Soros (1930), Hongaars-Amerikaans-Joods zakenman en publicist
- Gyula Horn (1932-2013), premier van Hongarije
- Étienne Davignon (1932), Belgische diplomaat en politicus
- István Láng (1933 -2023), Hongaars componist, muziekpedagoog en dirigent
- László Kovács (1933-2007), cameraman
- László Bitó (1934-2021), fysioloog en schrijver
- Andrea Bodó (1934-2022), turnster
- György Kárpáti (1935-2020), waterpolospeler
- Ágnes Simon (1935-2020), tafeltennisster
- Ervin Zádor (1935-2012), waterpolospeler
- László Kovács (1939), Europees commissaris voor douane en fiscale zaken
- George Schöpflin (1939-2021), academicus en politicus
- Zsuzsanna Budapest (1940), schrijfster
- Pál Schmitt (1942), president van Hongarije (2010-2012)
- Krisztina de Châtel (1943-2025), Hongaars-Nederlands choreografe
- Éva Marton (1943), sopraan
- Péter Rózsás (1943-2024), tafeltennisser
- Bertalan Bicskei (1944-2011), voetballer en voetbalcoach
- Ernő Rubik (1944), wiskundige, architect en uitvinder, vooral bekend van zijn kubusvormige puzzel
- Catherine Schell (1944), Brits-Hongaarse actrice
- Miklós Németh (1946), olympisch kampioen speerwerpen 1976
- Angéla Németh (1946-2014), olympisch kampioene speerwerpen 1968
- Frank Furedi (1947), socioloog
- Attila Ladinszky (1949-2020)  voetballer

### 1950-1969
- András Adorján (1950-2023), schaakgrootmeester
- Péter Esterházy (1950-2016), schrijver
- Péter Forgács (1950), fotograaf, mediakunstenaar en filmmaker
- Ferenc Mészáros (1950-2023), voetballer
- Ilona Staller (la Cicciolina) (1951), Italiaans pornoactrice van Hongaarse afkomst
- Péter Erdő (1952), kardinaal-aartsbisschop van Esztergom-Boedapest
- Andrea Gyarmati (1954), zwemster
- Éva Angyal (1955), handbalspeelster
- Gábor Szücs (1956), wielrenner
- Attila Juhos (1962), voetbalscheidsrechter
- Emese Hunyady (1966), schaatsster
- Tamás Darnyi (1967), zwemmer
- Erika Sziva (1967), Hongaars-Nederlands schaakster
- Károly Güttler (1968), zwemmer

### 1970-1979

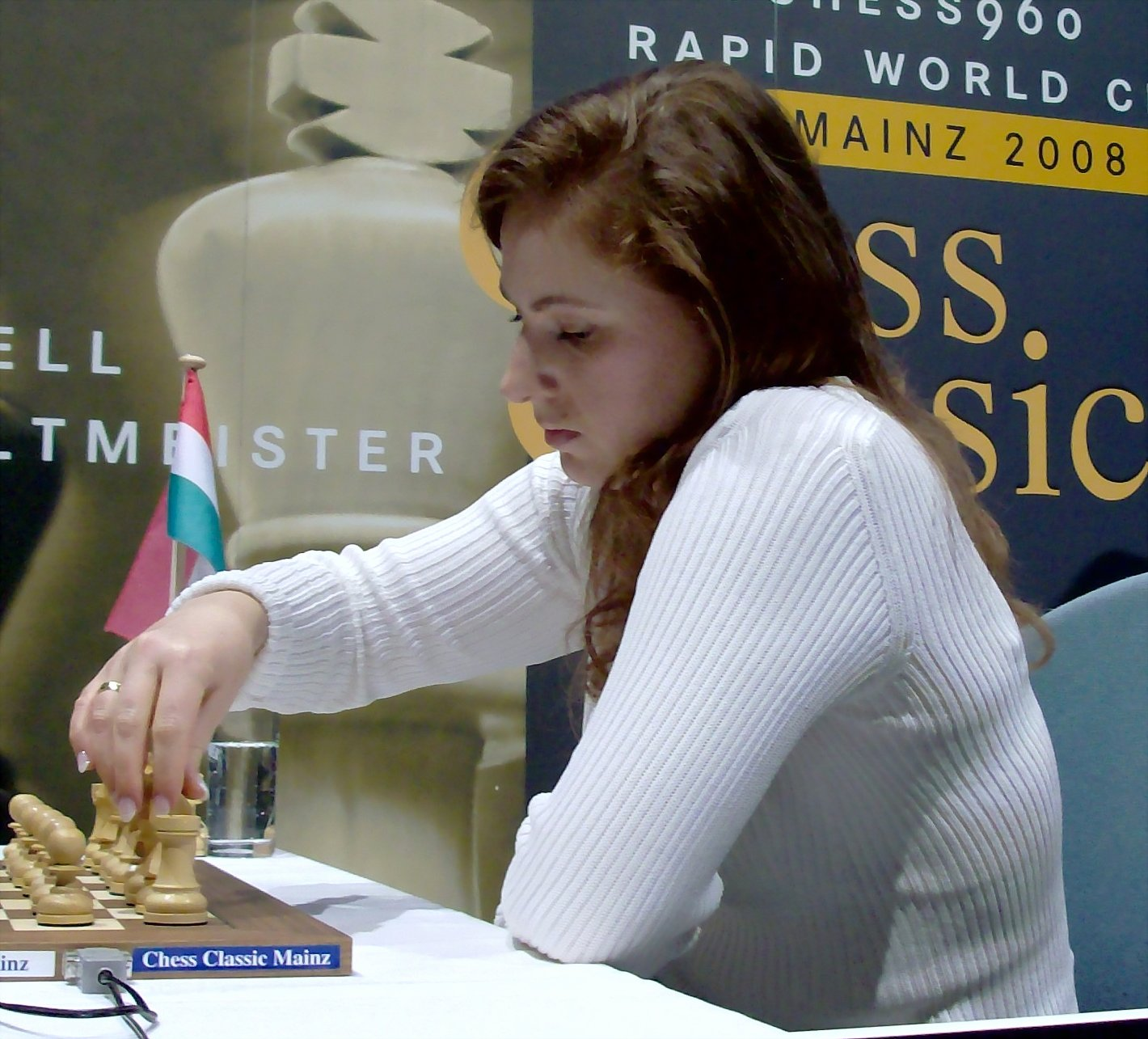
schaakgrootmeester Judit Polgár (*1976)

- Judit Kormos (1970), taalwetenschapper
- Péter Zilahy (1970), fotograaf, journalist en schrijver
- Tibor Benedek (1972-2020), waterpolospeler
- Zsolt Szabó (1972), voetbalscheidsrechter
- György Kolonics (1972-2008), kanovaarder
- Sándor Noszály (1972), tennisser
- Krisztina Egerszegi (1974), zwemster
- Krisztián Selmeczi (1975), voetbalscheidsrechter
- István Vad (1975), voetbalscheidsrechter
- Attila Zubor (1975), zwemmer
- Tamás Kásás (1976), waterpolospeler
- Judit Polgár (1976), schaakster
- Krisztina Egyed (1976), langebaanschaatsster
- László Bodrogi (1976), wielrenner
- Rita Faltoyano (1978), zwemster, fotomodel en pornoactrice

### 1980-1989

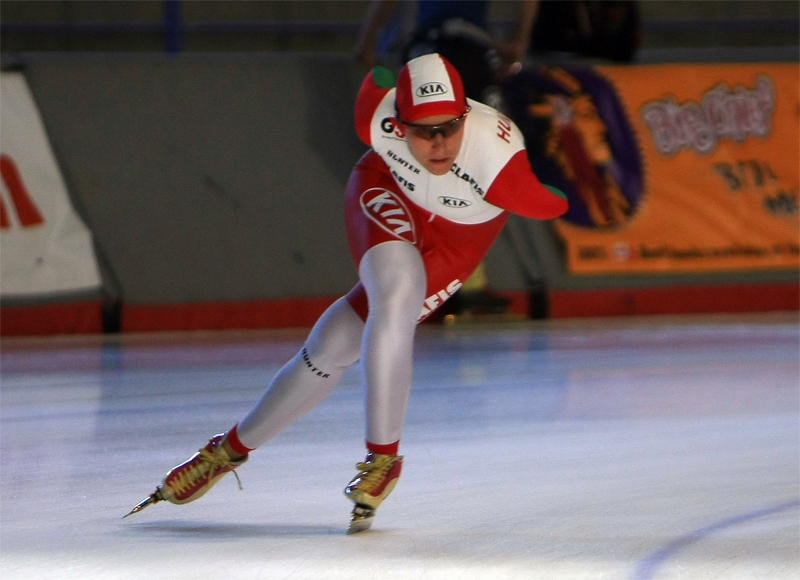
schaatsster Ágota Tóth-Lykovcán (*1987)

- Gábor Talmácsi (1981), motorcoureur
- Ágnes Kovács (1981), zwemster
- Zoltán Szélesi (1981), voetballer
- Melinda Czink (1982), tennisster
- Eve Angel (1983), pornoactrice en model
- Anna Petrakova (1984), Russische basketbalspeelster
- Krisztián Vadócz (1985), voetballer
- László Cseh  (1985), zwemmer
- Krisztián Takács (1985), zwemmer
- Gabriella Szabó (1986), kanovaarster
- Ádám Bogdán (1987), voetballer
- Beatrix Boulsevicz (1987), zwemster
- Ágota Tóth-Lykovcán (1987), langebaanschaatsster
- Ádám Szalai (1987), voetballer
- Dávid Verrasztó (1988), zwemmer
- Evelyn Verrasztó (1989), zwemster

### 1990-1999
- Eszter Dara (1990), zwemster
- Péter Gulácsi (1990), voetballer
- Balázs Megyeri (1990), voetballer

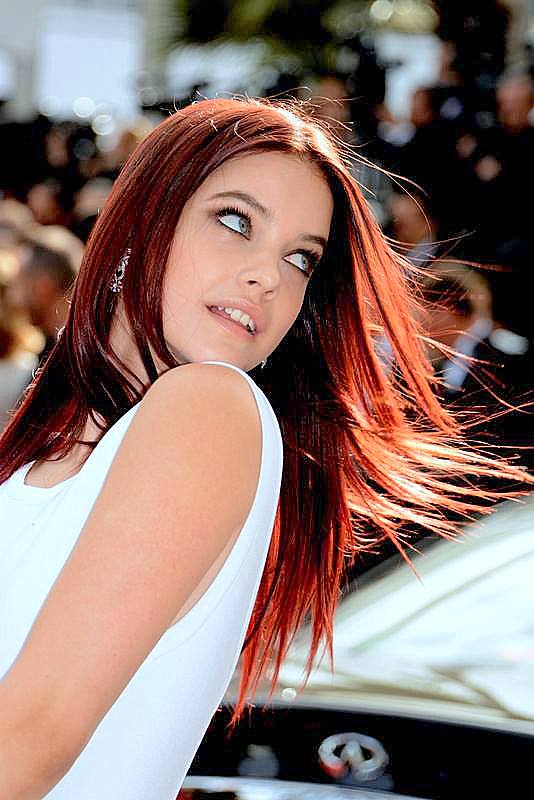
model Barbara Palvin (*1993)

- Viktoria Orsi Toth (1990), Italiaans beachvolleybalster
- Áron Szilágyi (1990), schermer
- Márton Eppel (1991), voetballer
- Péter Bernek (1992), zwemmer
- Barbara Palvin (1993), topmodel
- Ádám Nagy (1995), voetballer
- Shaolin Sándor Liu (1995), shorttracker
- Roland Sallai (1997), voetballer
- Shaoang Liu (1998), shorttracker
- Attila Szalai (1998), voetballer
- Lilla Turányi (1998), voetbalster

### 2000-2009
- Kristóf Milák (2000), zwemmer
- Szabolcs Schön (2000), voetballer

## Elders geboren
- Gustav Mahler (1860), componist en dirigent
- Béla Bartók (1881), componist en pianist
- Zoltán Kodály (1882), componist
- Otto Klemperer (1885), dirigent en componist
- István Dobi (1898), president
- Istvàn Regöczi (1915-2013), priester, stichter van weeshuizen
- Victor Vasarely (1908), kunstenaar
- Raoul Wallenberg (1912), Zweeds diplomaat
- György Kurtág (1926), componist